# Montjean (Charente)
Montjean ist eine französische Gemeinde mit 251 Einwohnern (Stand: 1. Januar 2022) im Département Charente in der Region Nouvelle-Aquitaine (vor 2016 Poitou-Charentes); sie gehört zum Arrondissement Confolens und zum Kanton Charente-Nord. Die Einwohner werden Montjeannais genannt.

## Geographie
Montjean liegt etwa 50 Kilometer nördlich von Angoulême und wird umgeben von den Nachbargemeinden Sauzé-entre-Bois im Norden, Londigny im Osten, Saint-Martin-du-Clocher im Südosten, Villiers-le-Roux im Süden, La Magdeleine im Südwesten, La Forêt-de-Tessé im Westen sowie Lorigné im Nordwesten.

## Bevölkerungsentwicklung
| Jahr                       | 1962 | 1968 | 1975 | 1982 | 1990 | 1999 | 2006 | 2019 |
| Einwohner                  | 318  | 322  | 297  | 291  | 272  | 262  | 266  | 242  |
| Quellen: Cassini und INSEE |      |      |      |      |      |      |      |      |

## Sehenswürdigkeiten

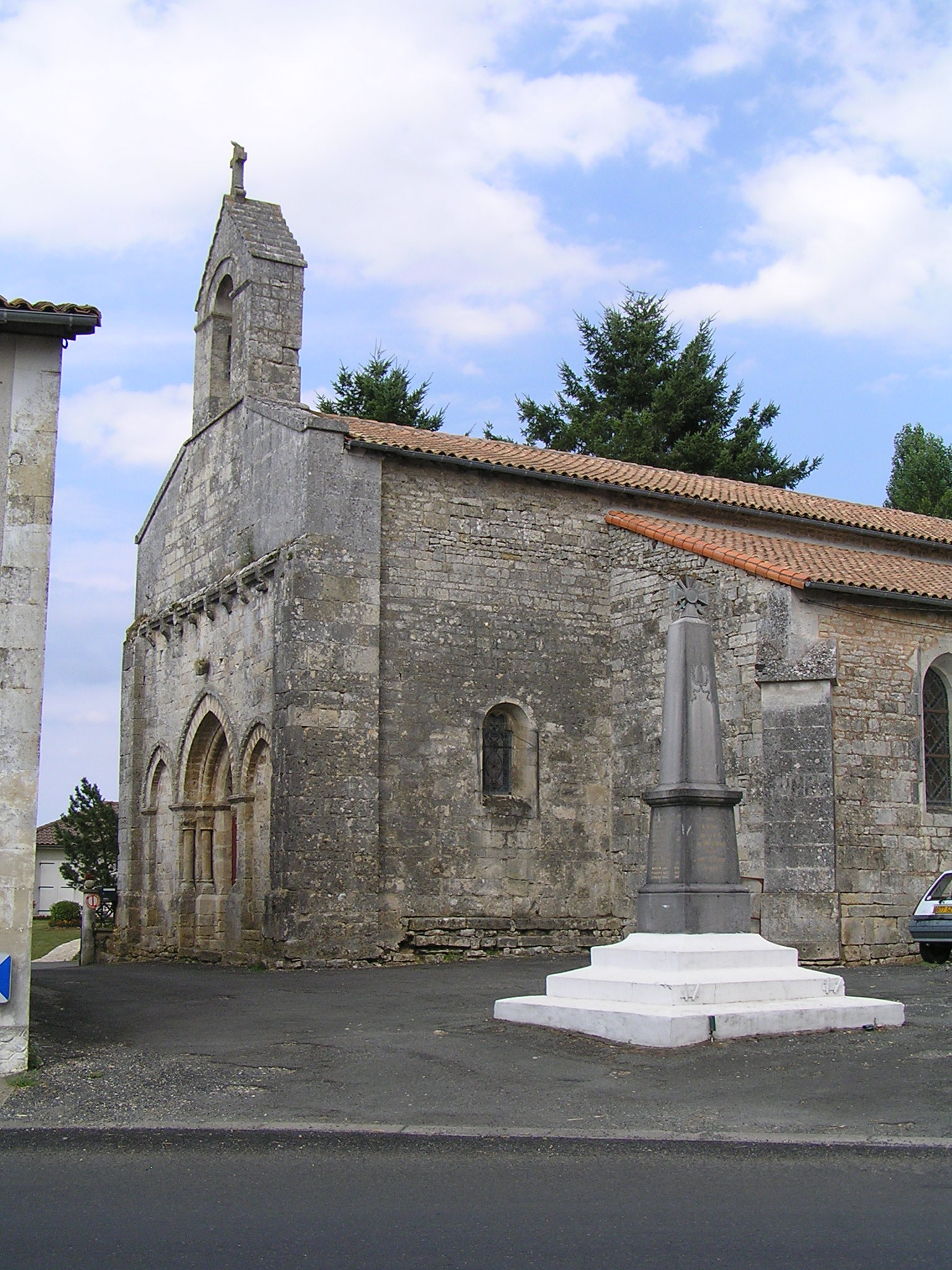
Kirche Saint-Romain

- Kirche Saint-Romain
- Wassermühle